# پیشینه فیروزآباد

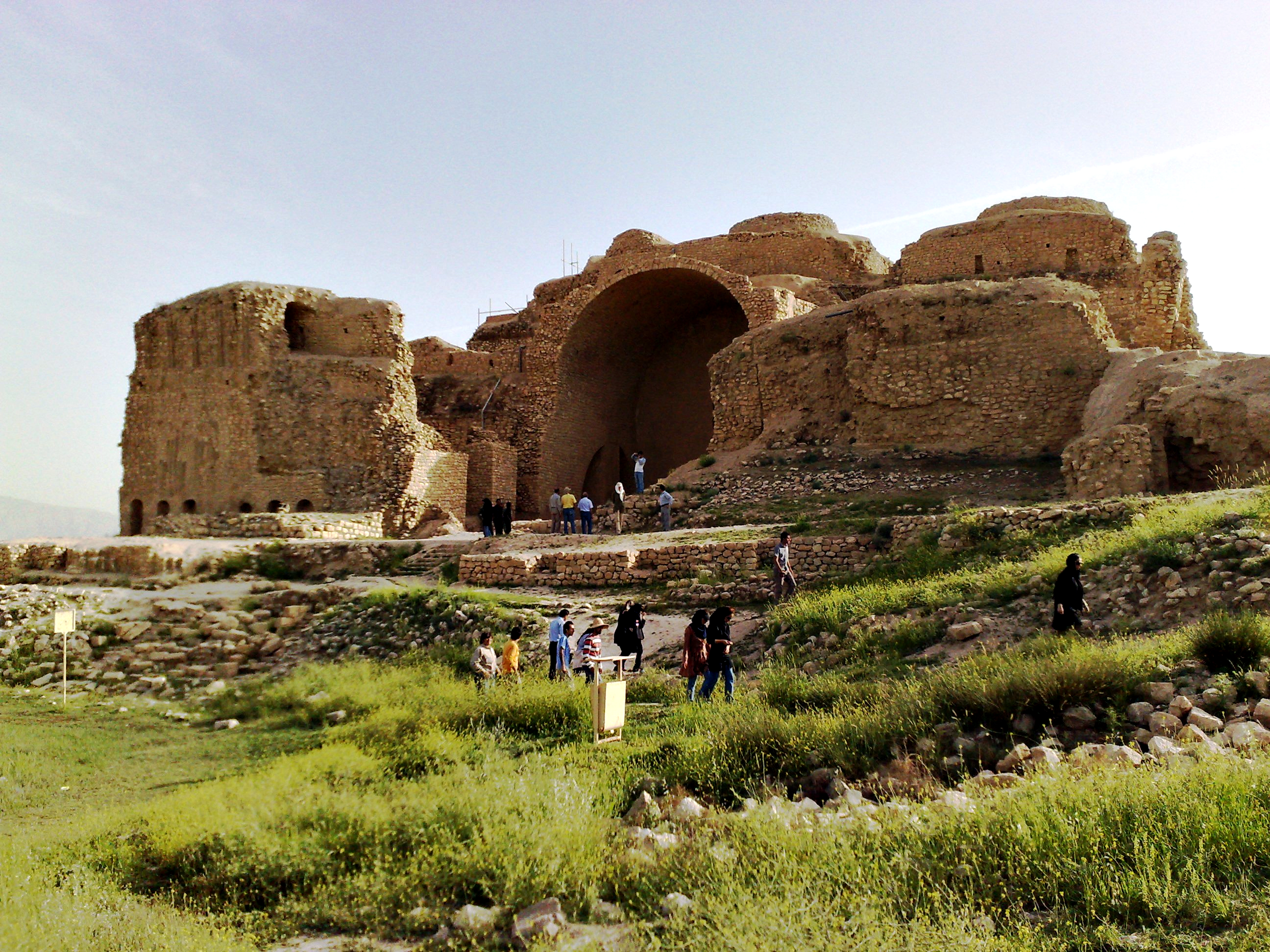
کاخ اردشیر بابکان از آثار تاریخی و نماد های شهر فیروزآباد

فیروزآباد از شهر های باستانی ایران در استان فارس است، در حدود قرن هفتم هجری فیروزآباد کهن در محل کنونی شهر باستانی گور به مرور متروکه شد و اهالی آن در دهی با نام «کوشک» ساکن شدند، که فیروزآباد کنونی حاصل از گسترش آن ده است. بقایای تاریخی این منطقه نشان از قدمت و اهمیت تاریخی این شهر به ویژه در دوره ساسانیان است.

## نامگذاری
با وجود اینکه در گذشته به این شهر «گور» یا اردشیر خوره می گفتند اما نام فیروزآباد به این دلیل روی این شهر گذاشته شده است که شاه فیروز ساسانی(پیروز) که لقب اردشیر بابکان بعد از پیروزی او بر اردوان بود نام این منطقه را فیروزآباد گذاشت.

## دوره ساسانیان
طبق منابعی از جمله فارسنامه ابن بلخی قدمت تاریخی این شهر به دوران هخامنشیان بازمی‌گردد اما اوج شکوفایی این شهر در دوران ساسانی رخ داده است.

#### تفاوت اردشیرخوره و گور
بعضی از منابع جغرافیایی و تاریخی گور یا جور را یکی از رستاق‌های کوره اردشیرخوره یا اولین‌ شهر ساخته‌ شده‌ در این‌ كوره‌ و مركز آن‌ ذكر كرده‌اند ولی‌ برخی‌ دیگر اردشیرخوره را یكی‌ از شهرهایی‌ برشمرده‌اند كه‌ اردشیر ساخته‌ است‌ و آن‌ را با گور یكی‌ دانسته‌اند.

#### اهمیت شهر گور
شهر گور در ابتدای دوره ساسانی نقش پایتختی را برعهده داشت و اردشیر بابکان به مدت چهارده سال و ده ماه در آنجا پادشاهی کرد، اما پس از اردشیر به مرور از اهمیت شهر گور کاسته شد و تحت الشعاع بیشاپور و تیسفون قرار گرفت، اما همچنان در کنار استخر و بیشاپور از مهم ترین شهر های پارس آن دوران بود.
همچنین دو تن از شاهنشاهان ساسانی شاپور یکم و شاپور دوم در این شهر متولد شدند.

#### فتح گور و استخر
عثمان ثفقی که مأمور فتح استخر بود راهی آنجا شد و با اهالی استخر در صحرای فراشبند در اردشیرخوره و در نزدیکی شهر گور روبه‌رو شد و با آنان پیکار نمود. پارسیان شکست خوردند و به سوی استخر گریختند و عثمان گور را به قهر و غلبه تصرف کرد و بر اهالی آنجا جزیه مقرر داشت. سپس به سوی استخر شتافت و بلوک خواجه‌ای، میمند، کوار و کربال را در میانه راه قتل و غارت نمود. با رسیدن به استخر کشتار وسیعی در آنجا به راه انداخت تا اینکه هربد والی استخر و داماد یزدگرد با قبول جزیه و گرفتن امان‌نامه، اهل آنجا را آسوده کرد و فراریان بازگشتند. عثمان اهالی بلوک رامجرد، بیضا و کوهمره را نیز به دادن جزیه و سرشماری واگذاشت و از این طریق غنایم همه شهرها را جمع کرد و خمس آن‌ها را نزد عمر فرستاد و بقیه را میان مردم تقسیم کرد.
در ادامه عبدالله بن عامر برای حکومت فارس و اهواز گماشته شد، ولی پس از آن با آمدن یزدگرد سوم به پارس، اهالی پارس شورش های زیادی کردند و همگی به سختی سرکوب شدند. درباره ی شورش مردم گور گفته اند: «پس از شورش دوباره اهل استخر و گور این خبر به گوش عبدالله رسید، او به سوی گور پیشروی کرد و آنجا را محاصره نمود. پیش از او هَرِم بن حَیّان نیز گور را محاصره کرده بود ولی نتوانسته بود آن را بگشاید. به گفتهٔ ابن اثیر اعراب چندین سال با اهل گور در جنگ بودند و کسی یارای فتح آن را نداشت. شبی یکی از اعراب در هنگام نماز کیسهٔ نان و گوشتی در کنار خود نهاده بود. ناگهان سگی آمد و آن را برداشت و فرار کرد و از یک راه زیرزمینی وارد شهر شد. این اتفاق سبب شد که مسلمانان از آن راه پنهانی رسیدن به شهر را کشف کنند و با شمشیر آنجا را فتح نمایند.»

## دوره اسلامی
در اوایل دوران اسلامی، اردشیرخورّه – که اکنون به آن گور می‌گفتند- همچنان شهری مهم و پررونق بود. شاهان آل بویه که تختگاه خود را در شیراز قرار داده بودند به گور توجه ویژه داشتند و در آبادانی آن تلاش می‌کردند. چنان‌که ابن بلخی در فارسنامه خود نوشته که: «در قرن پنجم هجری گور (فیروزآباد) دارای مسجد جامع، بیمارستان، مدرسه و کتابخانه‌ای بزرگ (که هفت هزار جلد کتاب داشت و گفته‌اند که نظیر آن همان‌جا نبود) بود.»، همچنین نوشته‌اند که شهر گور در قرن‌های سوم و چهارم هجری شهری نسبتاً بزرگ بود و حصاری از گِل، خندقی در پیرامون و چهار دروازه داشت: دروازه مهر در مشرق، دروازه بهرام در مغرب، دروازه هرمز در شمال و دروازه اردشیر در جنوب.
در قرن چهارم هجری گور شهری غنی و آباد بود با اقلیم معتدل، آب فراوان و بوستان‌ها و گلستان‌های بسیار. چنان‌که باغ‌های میوه و خانه‌های اعیانی، حومه شهر را تا شعاع یک فرسنگ فرا گرفته بود.
در این منطقه محصولات گوناگونی تولید می‌شد؛ عرقیات، میوه، پارچه و جز آن. اما بی‌تردید گلاب در میان آن‌ها رتبه اول را داشت. گلاب گور و کوار به بسیاری سرزمین‌ها چون چین، هند، بیزانس، مصر، یمن، مغرب عربی و اروپا صادر می‌شد. حتی گل سرخ گور در کشورهای اسلامی شناخته شده و به خاطر بوی خوش و شفافیت رنگ نزد عرب زبانزد بود. (امروزه هم در زبان عربی به گل محمدی، الورد الجوری می‌گویند)
عرق شکوفه نخل، عرق بومادران، عرق زعفران و عرق بید از دیگر فراورده‌های گیاهی‌ای بود که از بوستان‌های گور به دست می‌آمد.

## دوره معاصر

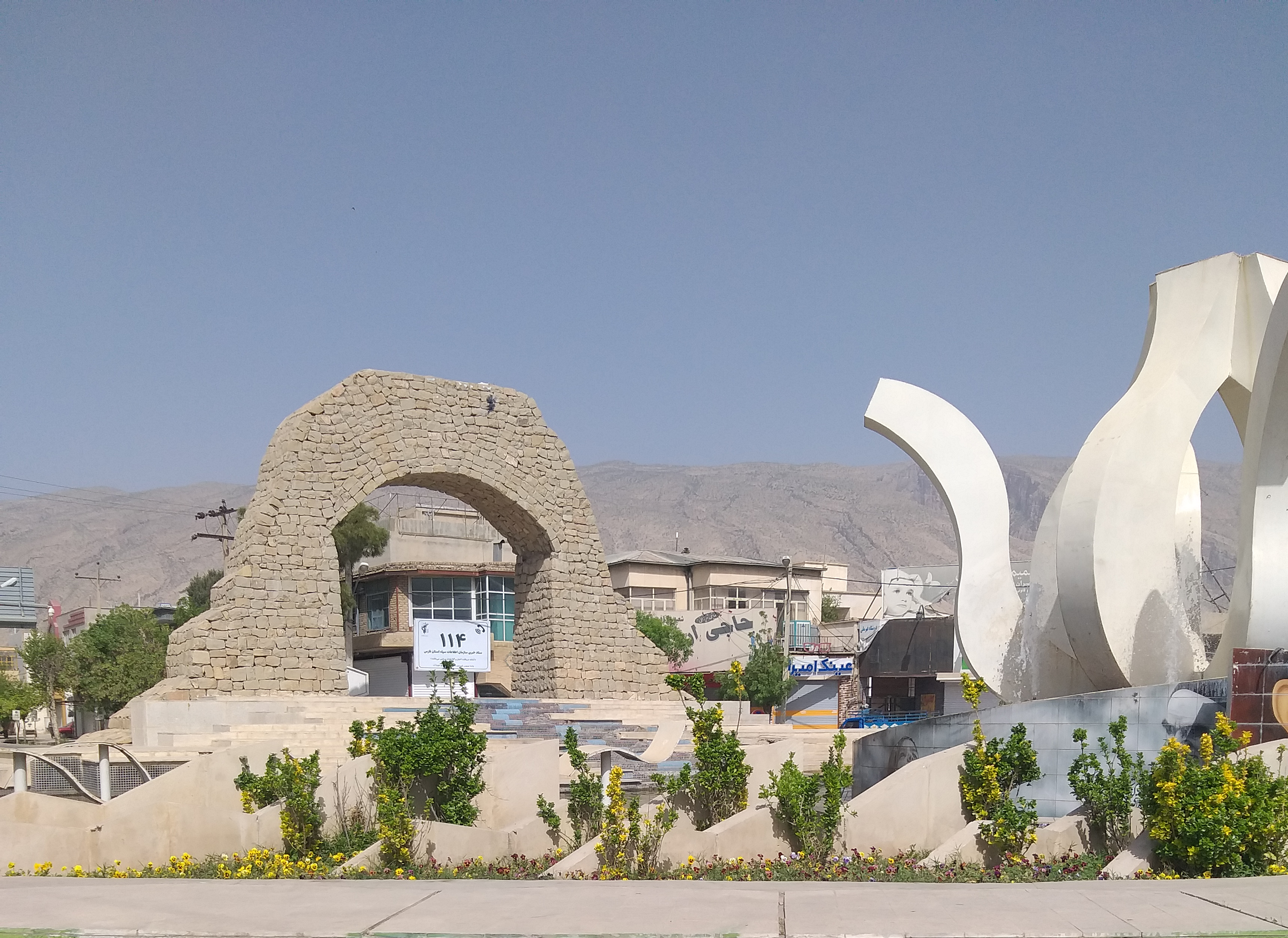
مرکز شهر فیروزآباد

شهر کنونی فیروزآباد از گسترش دهی با نام «کوشک» در نزدیکی شهر گور بوجود آمده است.
شهر فیروزآباد آب و هوای معتدلی دارد، میرزا حسن حسینی فسائی در فارسنامه خود می‌آورد: «بلوک فیروزآباد جنوبی شیراز افتاده، آخر سردسیرات و اول گرمسیرات فارس است، هوائی در کمال اعتدال و آبی در نهایت گوارائی دارد.»، محصولات کشاورزی متنوعی در این منطقه کشت می‌شود از جمله گندم، جو، برنج، مرکبات و غیره.
سوغات شهر فیروزآباد صنایع دستی مانند قالی، قالیچه، گلیم و جاجیم و همچنین گلاب و عرقیات است و همچنین از غذاهای سنتی و محلی این منطقه می‌توان آش دوغ و بریشلیگ را معرفی کرد.
فیروزآباد در سال‌های اخیر و در پی گسترش منطقه انرژی پارس جنوبی و همچنین به دلیل قرارگیری در مسیر خلیج فارس و بنادر جنوب، در حال رونق اقتصادی بوده و پروژه‌های تجاری و تفریحی متعددی در این شهر در حال ساخت می‌باشد. این شهر دورنمای روشنی را برای خود متصور بوده و در حال تبدیل شدن به یک شهر تجاری است. فیروزآباد به بندر سیراف و بندر عسلویه جاده مستقیم داشته و همچنین به بندر بوشهر متصل است. فاصله هوایی فیروزآباد تا دریا ۱۲۰ کیلومتر است. همچنین پروژه در حال ساخت راه‌آهن شیراز-بوشهر نیز از فیروزآباد می‌گذرد
شهرستان فیروزآباد واجد ۱۰۷ اثر تاریخی است که از این ۱۰۷ اثر، تعداد ۲۹ اثر در منطقه جبل انارویه یا کوهنارو، ۱۸ اثر در بخش میمند و سایر آثار در بخش مرکزی فیروزآباد می‌باشد. از این تعداد اثر تاریخی، ۵ اثر تحت عنوان چشم‌انداز باستان‌شناسی ساسانی منطقه فارس در میراث جهانی یونسکو ثبت شده می‌باشند، این ۵ اثر عبارتند ازکاخ اردشیر بابکان، قلعه دختر، دو نقش برجسته و شهر باستانی گور.

محدود کنونی شهرستان فیروزآباد در استان فارس

در چند قرن اخیر گروه‌های عشایری همواره در منطقه فیروزآباد حضور قابل توجهی داشتند (هم در فصول ییلاقی و هم در فصول قشلاقی). عمده عشایر منطقه از ایل قشقایی هستند، طوایف مختلفی از جمله دره‌شوری، عمله، شش بلوکی، کشکولی بزرگ و کشکولی کوچک در این منطقه حضور دارند، به جهت حضور قابل توجه آنها در این منطقه بسیاری فیروزآباد را مرکز سیاسی ایل قشقایی نامیدند، همچنین گروه‌های عشایری مختلف دیگری مانند لرهای بویراحمدی، کوهمره ای‌ها (عمدتاً گروه کوهمره سرخی) و برخی طوایف مستقل دیگر مانند طایفه کهکی نیز در این منطقه زندگی می‌کنند. جمعیت عشایر فیروزآباد طبق اعلام سازمان امور عشایر استان فارس در آخرین سرشماری حدود ۳۵۰۰ خانوار بوده است.